# Žična drča
Žična drča (angleško zip-line), tudi žic-drča, tirolska žičnica, spuščalka, tirolska prečnica, leteča lisička (dobesedni prevod iz flying fox) je vrsta žičnice, ki deluje le s pomočjo težnosti.
V osnovi jo sestavljata jeklenica, napeta med dve točki pod naklonom, in škripec, na katerega je obešeno breme, ki se spušča od višje točke vpetja proti nižji.
Priprava se uporablja za premoščanje težko prehodnih predelov in se je prvotno uporabljala v gozdarstvu, predvsem za potrebe spravila lesa iz strmih ali neprehodnih gozdov, za dostavo gradiva in dobrin, ter nenazadnje tudi ljudi. Med drugim v gorništvu, pri raziskovanju težko dostopnih tropskih gozdov, v zadnjem času se je žična drča uveljavila kot priljubljena ponudba adrenalinskih / pustolovskih parkov, kjer ponudniki storitev tekmujejo v hitrosti in dolžini spusta, največkrat gre za večje višine in osupljive prizore.
V pomanjšanem merilu se žična drča uporablja tudi kot otroško igralo.

## Žične drče po Sloveniji
- dolina Učje (10 jeklenic skupne dolžine 4 km) [8]
- planina Krnica - Zip line park Bovec (5 jeklenic dolžine med 500 in 600 m) [9]
- soteska Predoselj (dolžine jeklenic 14 m, 75 m in 120 m)
- pustolovski park Postojna[10]
- adrenalinski park v Bohinju[11]
- pustolovski park GEOSS [12]
- Soča fun park[13]
- pustolovski park Bled[14]
- adrenalinski park Storž[15]
- pustolovski park Betnava[16]
- Planica[17]